# 吉野川サービスエリア

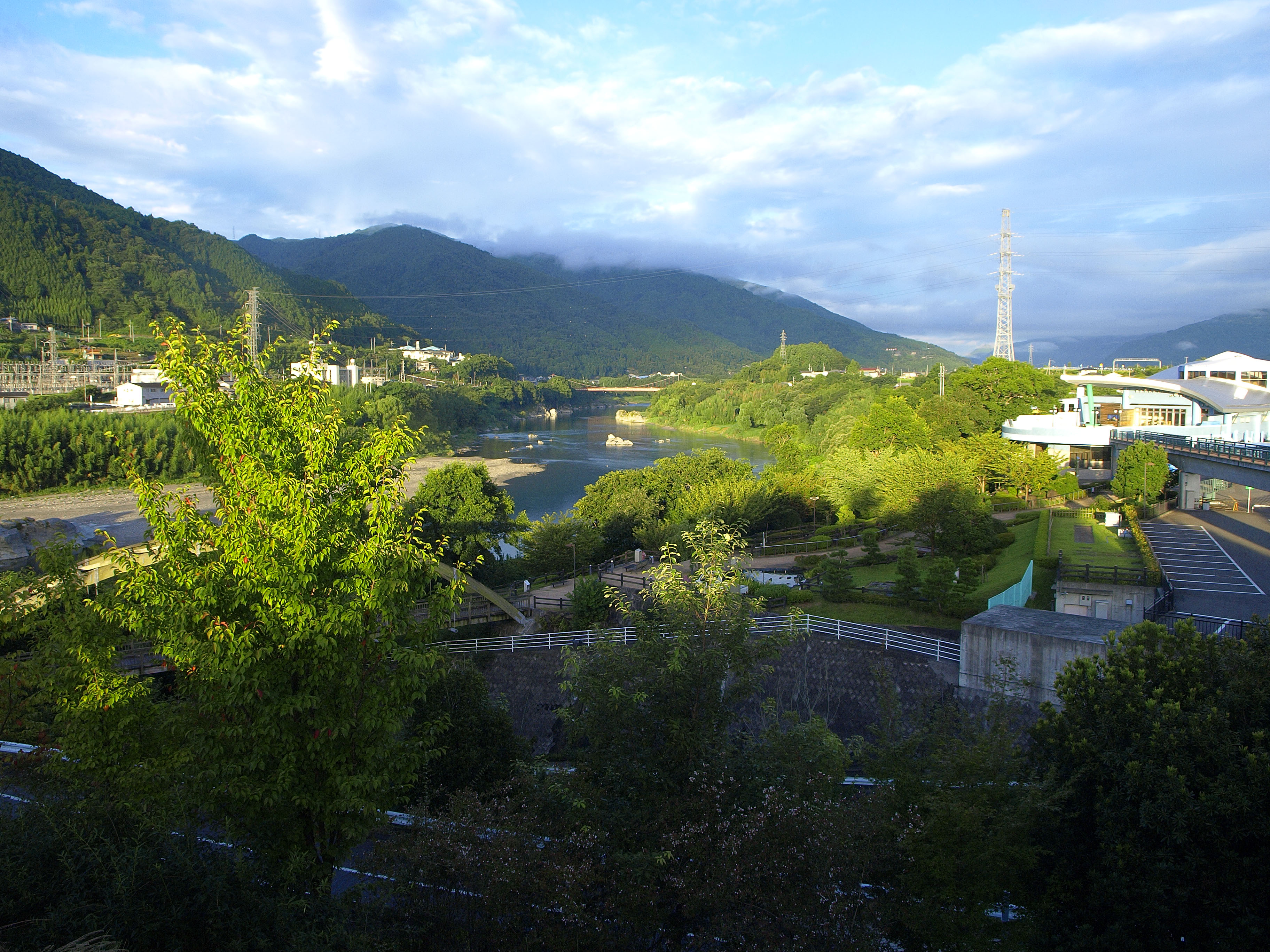
吉野川SA（下り線側）から見る吉野川と吉野川ハイウェイオアシス

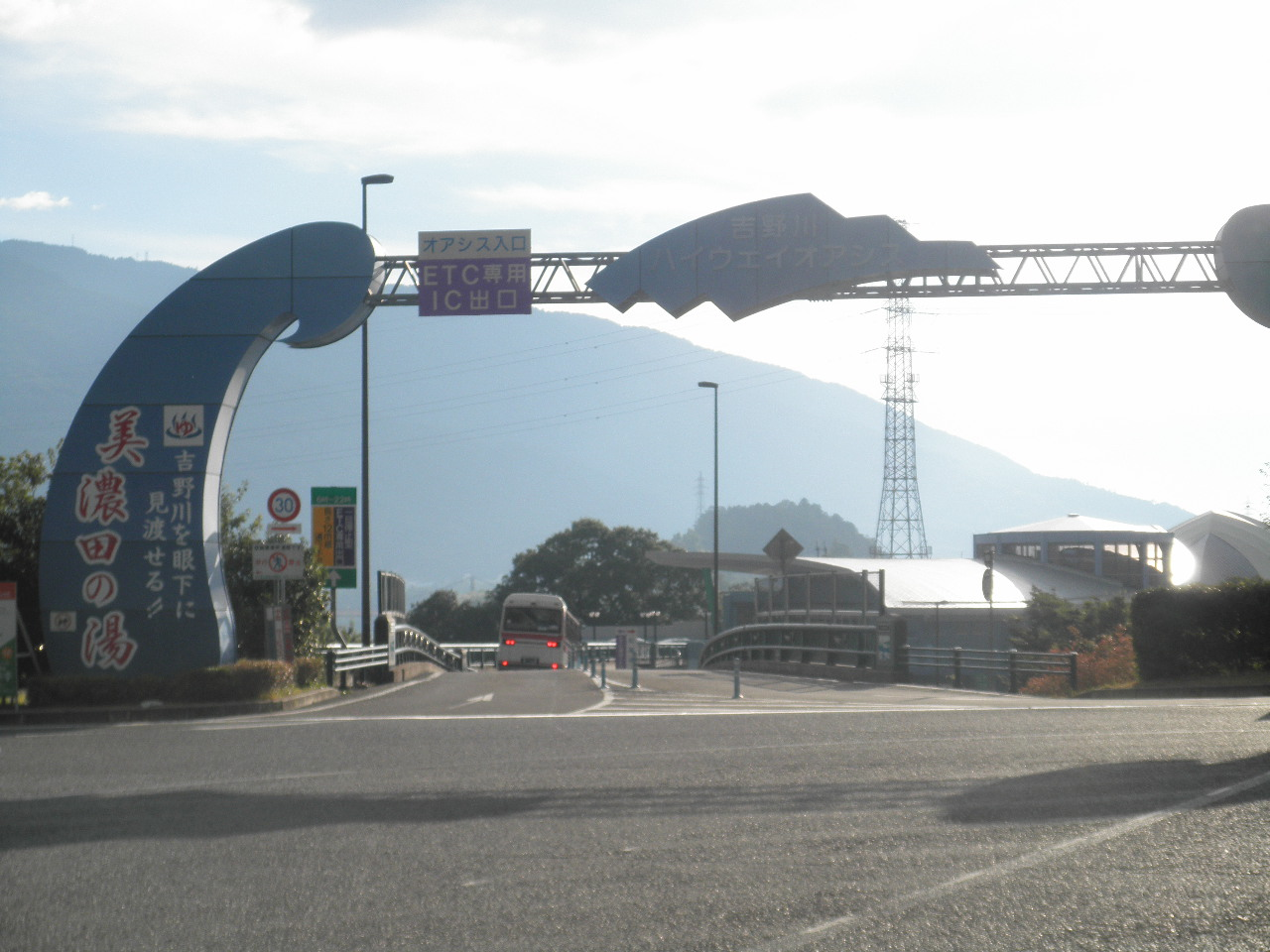
吉野川SA（下り線）から吉野川ハイウェイオアシスと吉野川スマートインターチェンジへの出入口看板

吉野川サービスエリア（よしのがわサービスエリア）は、徳島県三好郡東みよし町足代にある徳島自動車道のサービスエリア。吉野川スマートインターチェンジを併設する。当サービスエリアの下り線施設には、一般道からも利用できるウェルカムゲートがある。

## 概要
吉野川の北岸に位置しており、展望台からは吉野川と隣接する吉野川ハイウェイオアシスを望むことができる。2004年10月31日よりスマートICの社会実験（吉野川ハイウェイオアシススマートIC社会実験）が開始され、さらには2006年10月1日に吉野川スマートインターチェンジとして恒久化された。なお営業時間は6時から22時までとなっている。

## 歴史
- 1999年3月30日 : 美馬IC - 井川池田IC間の開通に伴い、吉野川サービスエリアが供用。
- 2004年10月31日 : 吉野川ハイウェイオアシススマートICとして社会実験が開始。
- 2006年10月1日 : 吉野川スマートインターチェンジとして恒久化し供用。
- 2021年3月31日 : 下り線のガソリンスタンドを太陽石油(伊予鉄会館)からENEOS（ENEOSウイング）へ変更し、セルフ式ガソリンスタンドになる。
- 2021年4月1日 : 上り線のガソリンスタンドを太陽石油(西日本高速道路サービス・ホールディングス)からENEOS（ENEOSウイング）へ変更し、セルフ式ガソリンスタンドになる。
- 2022年4月1日 : 上下線のガソリンスタンドの営業時間を7:00-22:00から7:00-19:00に短縮[1]。

## 接続する道路
- 徳島県道266号昼間辻線（町道経由）

## 施設
上下線ともインフォメーションコーナーは当SA開設当時から設置されていない。

### 上り線（徳島方面）
伊予鉄商事（旧・伊予鉄会館）による運営である。
- 駐車場
  - 大型 13台
  - 小型 29台
  - 二輪 4台
  - トレーラー 2台
- トイレ
  - 男性 大4（和式1・洋式3）・小6
  - 女性 13（和式4・洋式9）
  - 車椅子用 1
- ガソリンスタンド（ENEOS(ENEOSウイング）、7:00 - 19:00）、セルフ式[4]
- 給電スタンド（24時間）
- スナック（7:00-22:00）
- ショッピング（7:00-22:00）
- 自動販売機

### 下り線（川之江方面）
- 駐車場
  - 大型 13台
  - 小型 27台
  - 二輪 4台
  - トレーラー 2台
- トイレ
  - 男性 大4（和式1・洋式3）・小8
  - 女性 15（和式5・洋式10）
  - 車椅子用 1
- ガソリンスタンド（ENEOS（ENEOSウイング）、7:00 - 19:00）、セルフ式[4]
- 給電スタンド（24時間）
- スナック（阿波・お食事処よしの亭、8:00-21:00[5]）
- コンビニエンスストア「セブン-イレブン」（24時間・2018年4月27日オープン）[6]
- ウェルカムゲート（24時間、駐車場 4台）

## 吉野川スマートインターチェンジ

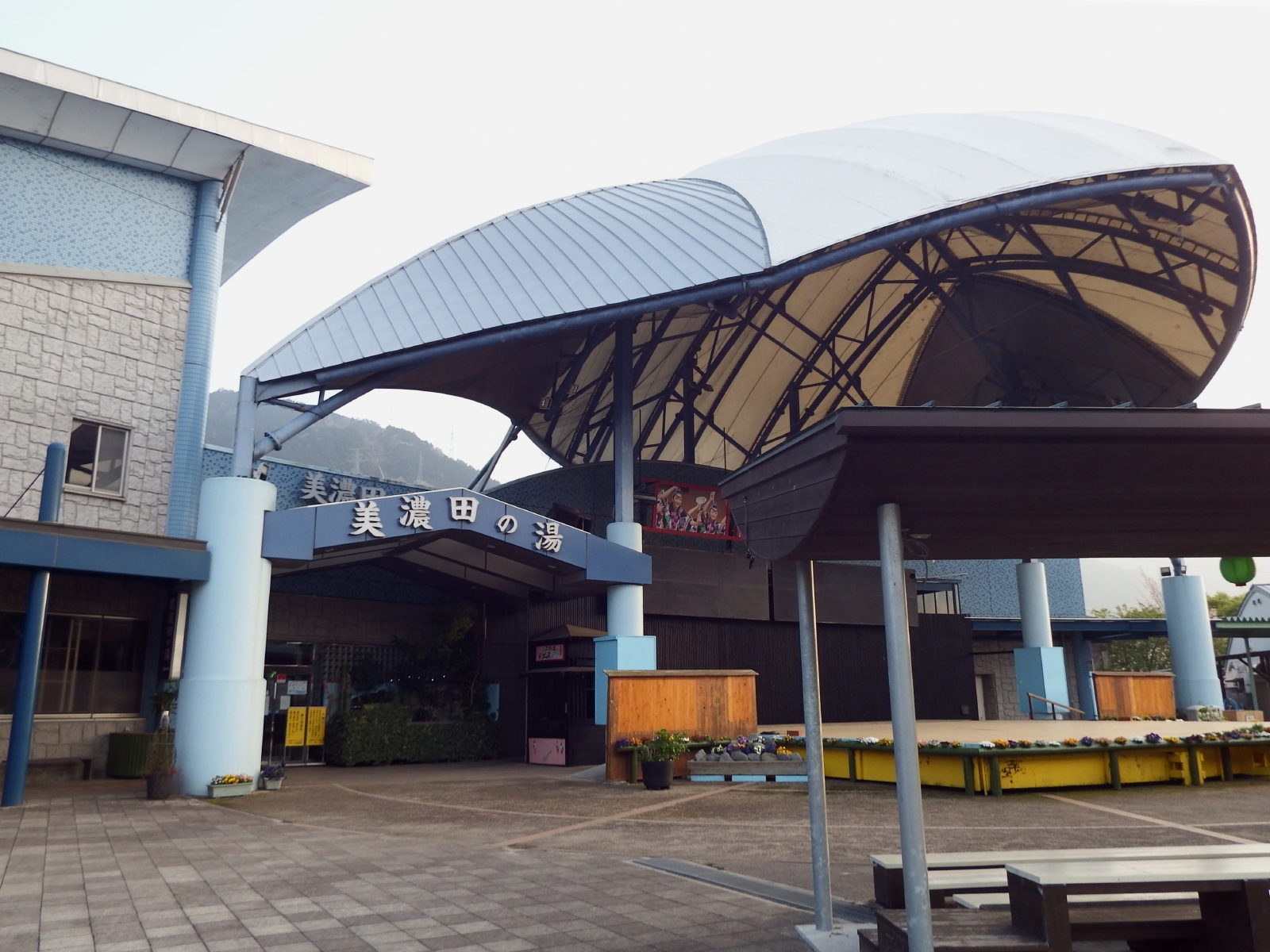
吉野川ハイウェイオアシス 美濃田の湯入口
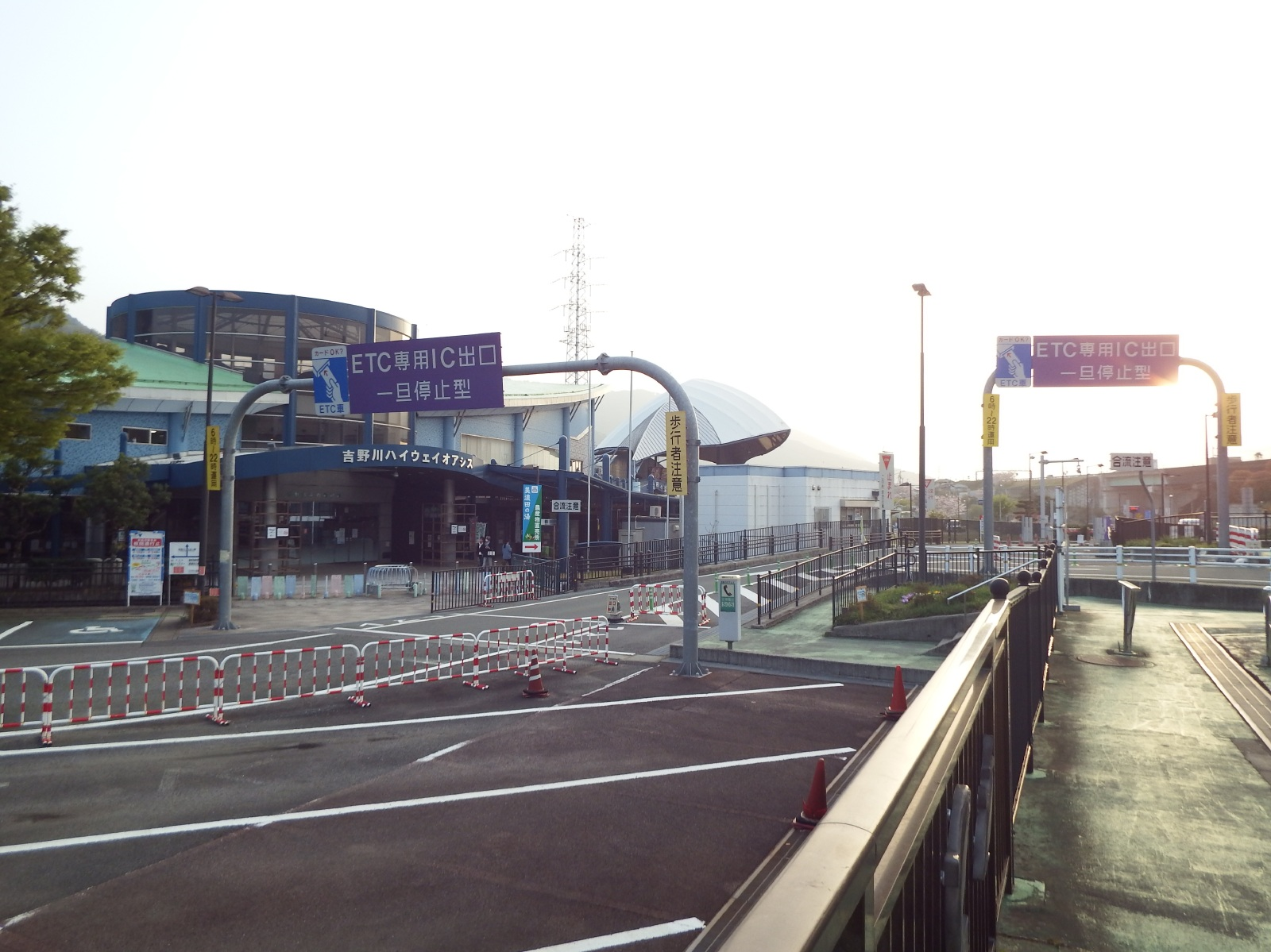
吉野川スマートIC下り出口
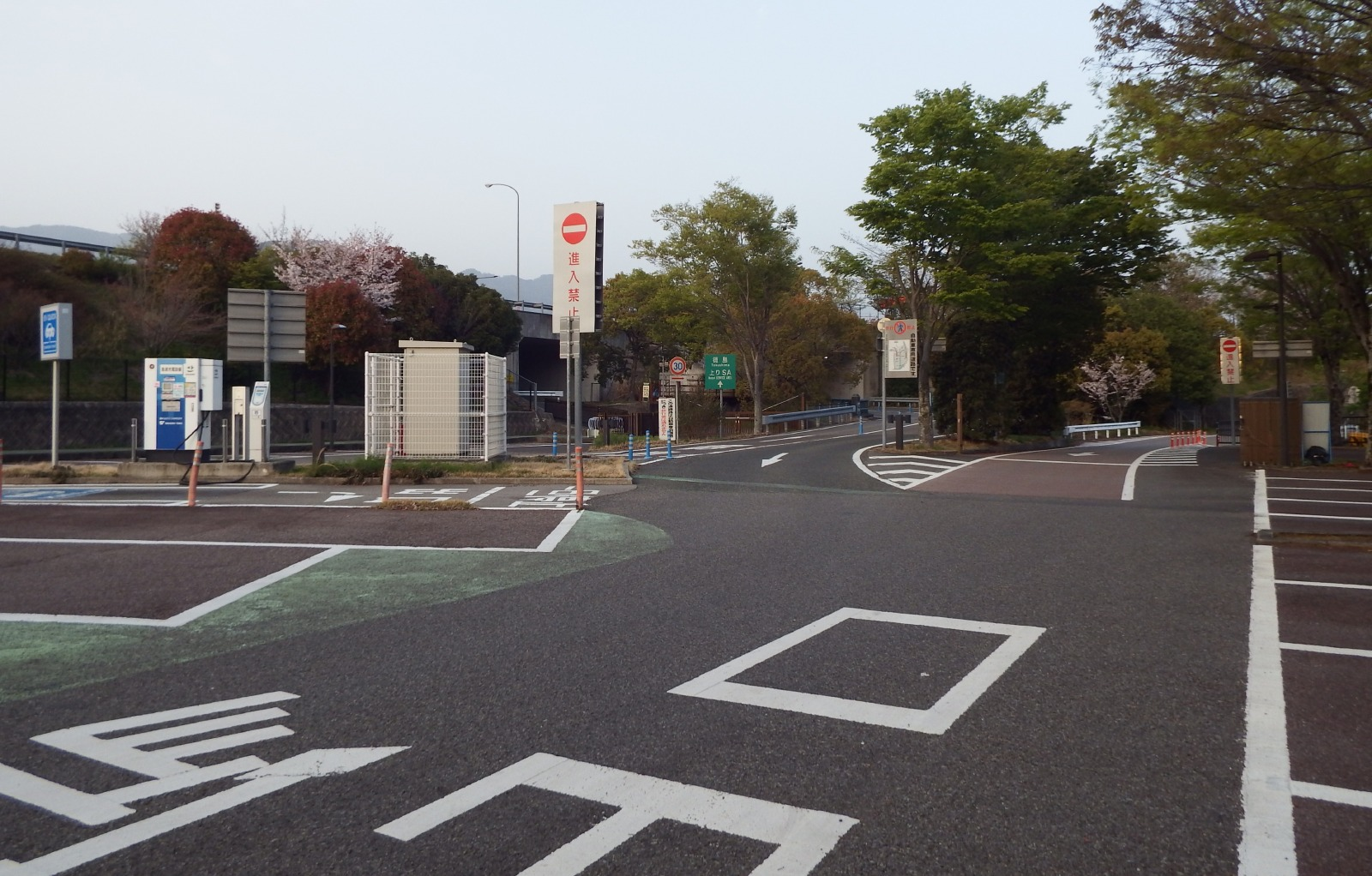
吉野川スマートIC出口上り下り合流地点
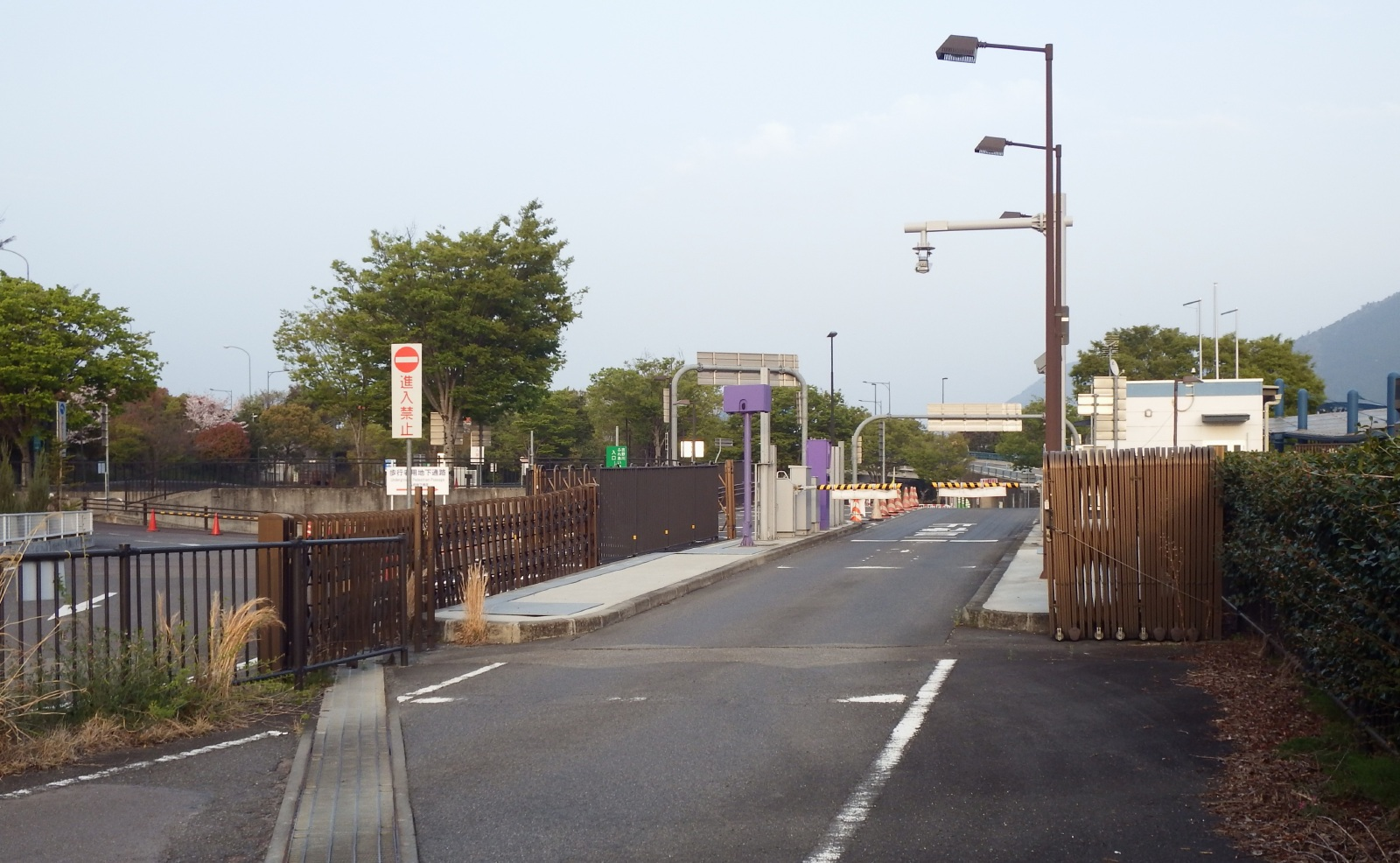
吉野川スマートIC出口ゲート

## 三好バスストップ
三好バスストップ（みよしバスストップ）は、吉野川サービスエリアに併設された高速バス用バス停留所。
高速バスの利用者専用駐車場がある。

### 上り線
- 高知エクスプレス号：京都駅行（ジェイアール四国バス、52号のみ停車）
- 松山エクスプレス号：三ノ宮駅、大阪駅、ユニバーサル・スタジオ・ジャパン行（ジェイアール四国バス・西日本ジェイアールバス、2・6・10号のみ停車）

- 四国さぶろうエディ号：大阪梅田行（四国交通、阪急観光バス）
- 四国さぶろうエディ号：神戸三ノ宮行（四国交通）
- 高知シャトル：コトバスステーション鳴門インター行（琴平バス、東京・名古屋線への乗り継ぎ専用で単独での利用はできない）

### 下り線
- 吉野川エクスプレス：松山駅行（伊予鉄バス、徳島バス、ジェイアール四国バス）
- 高知徳島エクスプレス：高知駅行（徳島バス、ジェイアール四国バス、とさでん交通）

## 隣
E32 徳島自動車道
(5) 美馬IC - (5-1)吉野川SA/スマートIC - (6) 井川池田IC